# Murat (Allier)
Murat je francouzská obec v departementu Allier v regionu Auvergne. V roce 2011 zde žilo 286 obyvatel.

## Sousední obce
Buxières-les-Mines, Chappes, Chavenon, Saint-Priest-en-Murat, Tortezais, Villefranche-d'Allier

## Vývoj počtu obyvatel
Počet obyvatel 